# شاگرد رنجر
کارآموز رنجر (جنگاوران جوان) مجموعه‌ای چند جلدی است که جان فلنگن نوشته. این کتاب از تاریخ ۱ نوامبر ۲۰۰۴ تا ۳ اکتبر ۲۰۱۱ در کشور استرالیا منتشر شد و سپس در ۱۴ کشور دیگر نیز به چاپ رسید. جان فلنگن ابتدا ماجراهای جنگاوران جوان را در قالب داستان‌های کوتاه برای پسرش نوشته بود و ۱۰ سال طول کشید تا نوشته‌های اولیه‌اش را در قالب کتاب اول از مجموعه‌ی جنگاوران جوان منتشر کند. انتشار کتاب‌ها به زبان اصلی ۱۴ سال و به زبان فارسی ۱۱ سال طول کشید. در ایران، نشر افق این کتاب را با رعایت حقوق نویسنده و خرید حق انحصاری نشر (کپی رایت) با ترجمه مسعود ملک‌یاری اولین‌بار در سال ۱۳۹۱ چاپ کرد. 

## داستان
این مجموعه سرگذشت پسری به نام «ویل» است که پدر و مادرش را از دست داده و در قلعه‌ی ردمونت زندگی می‌کند. او طبق رسم و رسوم قلعه در پانزده سالگی برای شاگردی رنجر کهنه‌کاری به نام «هالت» انتخاب می‌شود و تلاش می‌کند قلمرو پادشاهی «آرالوئن» را از تهدید مهاجمان، خائنان و تهدیدها حفظ کند. 

## کتاب‌ها

#### کارآموز رنجر
1. The Ruins of Gorlan (ویرانه‌های گورلان) ۲۰۰۴
2. The Burning Bridge (پل آتشین) ۲۰۰۵
3. The Icebound Land (سرزمین یخ‌زده) ۲۰۰۵
4. The Battle For Skandia یا Oakleaf Bearers (نبرد اسکاندیا (در آمریکا) یا حاملان برگ بلوط (استرالیا)) ۲۰۰۶
5. The Sorcerer In The North (جادوگر شمال) ۲۰۰۶
6. The Siege Of Macindaw (محاصره‌ی مکینداو) ۲۰۰۷
7. Erak's Ransom (آزادی ایراک) ۲۰۰۷
8. The Kings Of Clonmel (پادشاهی کلانمل) ۲۰۰۸
9. Halt's Peril (هالت در خطر مرگ) ۲۰۰۹
10. The Emperor Of Nihon-Ja (امپراتوری نیهون‌جا) ۲۰۱۰
11. The Lost Stories (قصه‌های گمشده) ۲۰۱۱

#### کارآموز رنجر: رنجر سلطنتی
1. The Royal Ranger: A New Beginning (رنجر سلطنتی: یک شروع تازه) ۲۰۱۳
2. The Red Fox Clan (قبیله‌ی روباه قرمز) ۲۰۱۸
3. Duel At Araluen (دوئل در آرالوئن) ۲۰۱۹
4. The Missing Prince (شاهزاده‌ی گم شده) ۲۰۲۰

#### کارآموز رنجر: سال‌های اولیه
1. The Tournament at Gorlan (مسابقات در گورلان) ۲۰۱۵
2. The Battle of Hackham Heath (نبرد هکام هیث) ۲۰۱۶

## شخصیت‌ها
- ویل

پسری پانزده ساله که آرزو دارد شوالیه شود، ولی به‌خاطر جثه‌ی کوچکش در مدرسه‌ی نظامی پذیرفته نمی‌شود و یک رنجر او را به شاگردی قبول می‌کند. ویل در دوره‌ی کارآموزی هم مهارت‌های جنگاوران را یاد می‌گیرد و هم ویژگی‌ها و توانمندی‌های خودش را بهتر می‌شناسد و برای دفاع از آرالوئن آماده می‌شود. 
- هالت

جنگاوری باتجربه و فرمانده‌ای قدیمی که به‌ندرت لبخند می‌زند، اما بهترین رنجر و آموزگاری صبور و بخشنده برای ویل است. 
- هوراس

جنگاوری پرزور، هیکلی، شایسته و شجاع که رابطه‌ی خوبی با ویل ندارد.
- آلیس

دوست سال‌های کودکی ویل، بانویی رعنا، زیبارو، قدردان، بااعتمادبه‌نفس، شوخ‌طبع و باهوش که به بخش خدمات سیاسی راه می‌یابد تا فنون مذاکره را یاد بگیرد.
- اوانلین/کاساندرا

اوانلین نام مستعار کاساندرا، شاهزاده‌خانم آرالوئن و دختر پادشاه دانکن است. او در مقایسه با آلیس کوتاه قد است و موهایی به رنگ عسلی و چشمان سبز بزرگ دارد. او به‌سرعت با ویل و هوراس دوست می‌شود، هرچند با آلیس رقابت می‌کند. او یک رهبر ذاتی ست، با ذاتی مقتدر و غالباً لجباز. او باوقار و زود فکر است و هرگز فردی نیست که از ماجراجویی طفره رود. او به شدت به دوستانش وفادار است. 
- گیلان

گیلان شاگرد قبلی هالت و پسر یک شوالیه شناخته شده در قلمروز پادشاهی است. او به عنوان یک شمشیرباز آموزش دید و جنگاوری سرخوش و خوش‌روحیه شناخته می‌شود که انتخاب کرده شوالیه نشود. او تنها رنجری است که علاوه‌بر خنجر و تیروکمان، شمشیر هم به دست می‌گیرد و مهارت‌های استثنایی در پنهان شدن دارد.
- تاگ

تاگ اسب ویل است. او خاکستری پشمالو است و فقط کمی بزرگتر از یک پونی است، هر چند قدرت باور نکردنی، استقامت و هوش پرورش یافته دارد. او آموزش دیده‌است تا به فهرست بی پایان دستورات استادش پاسخ دهد.

## تاریخچه انتشار
جان فلنگن گفته که در ابتدا مجموعه‌ی جنگاوران جوان را به شکل داستان‌هایی کوتاه برای پسرش نوشته بوده تا او را به مطالعه علاقمند کند. این کار حدود ۲۰ هفته طول کشید. ۱۰ سال بعد، جان فلنگن داستان‌ها را دوباره پیدا کرده و تصمیم می‌گیرد آن‌ها را  به اولین کتابش ویرانه‌های گورلان تبدیل کند. او هیچ‌وقت فکر نمی‌کرد آن کتاب تبدیل به یک مجموعه چند جلدی شود. در سال ۲۰۱۰، فلنگن نمی‌دانست چند جلد منتشر خواهد کرد و می‌گفت: «محدودیتی برایش تعیین نکرده‌ام. اگر ایده‌ای داشته باشم که به درد شخصیت‌ها بخورد می‌نویسمش، نمی‌خواهم درجا بزنم.»
منابع الهام فلنگن برای نوشتن این مجموعه چیزهای مختلفی بوده‌اند؛ از جمله خانواده، دوستان و تاریخ اروپا. رنجرها بر اساس دو گروه ساخته شده‌اند، رنجرهای تگزاس و رنجرهای ارتش آمریکا در جنگ جهانی دوم. با این‌که رنجرهای آمریکا خودشان از کماندوهای انگلیسی الگو گرفته بودند، فلنگن احساس کرد با توجه به فضای قرون وسطایی کتاب، بهتر است از رنجرها استفاده کند. دنیای افسانه‌ای کتاب، بر اساس انگلیس، اروپا و اسکاندویناوی ساخته شده است. چون فلنگن از فرهنگ و تاریخ انگلیسی و اروپایی الهام گرفته. علاوه بر این، فلنگن به مسائل جنگی هم علاقمند است که به او در نوشتن صحنه‌های نبرد کمک کرده. فرهنگ معدن‌کاری سلتیکا مشابه ولز است و گالیکا اسم و زبانش را از فرانسه قرون وسطی حدود سال ۱۳۰۰ گرفته است.
بعضی از شخصیت‌های کتاب‌ها بر اساس دوستان و اعضای خانواده فلنگن نوشته شده‌اند. ویل از روی پسر فلنگن، مایکل، الگوبرداری شده؛ هردوی آن‌ها فرز، چابک و قد کوتاه هستند. فلنگن ویل را با قدی کوتاه تصویر کرد تا به پسرش نشان بدهد که قد کوتاه هم می‌تواند مزیت به شمار رود. تعامل‌های بین هالت و ویل، ردی از گفت‌وگوهای فلنگن و مایکل در نوجوانی دارند. شخصیت هوراس از بهترین دوست مایکل، جرمی، الهام گرفته شده. در اصل، فلنگن اول هوراس را شخصیت شرور داستان در نظر گرفته بود، ولی در کتاب اول مورگاراث به شخصیت منفی داستان تبدیل شد و هوراس به عنوان یکی از شخصیت‌های اصلی دوباره متولد شد. اسکاندیایی‌ها از فرهنگ نورس و وایکینگ‌ها گرفته شده‌اند که فلنگن در کودکی به آن‌ها علاقه داشت. رب‌النوع‌ها و خدایان اسکاندینایی‌ها از اساطیر نورس و یونان گرفته شده‌اند. لوکا که چندین بار در کتاب به او اشاره می‌شود، بر اساس لوکی که خدای شرارت است، نوشته شده. والاها، خدایان سه‌قلو، بر اساس مویراها ساخته شده‌اند.

## فروش
شاگرد رنجر در ۱۶ کشور از جمله آمریکای شمالی، انگلیس، فرانسه، آلمان، هلند، ایتالیا، دانمارک، سوئد و ایران منتشر شده است. در استرالیا، کتاب هفتم، آزادی ایراک، به رتبه دوم در رتبه‌بندی کتاب‌های کودک استرالیا رسید. این مجموعه تا ۱۳ دسامبر ۲۰۱۳، درمجموع ۷۷ هفته در لیست پرفروش‌های نیویورک تایمز بوده و تا سال ۲۰۱۰ بیش از دو میلیون نسخه از آن به فروش رفته بوده است.

## درون‌مایه‌ها
جان فلنگن در یک مصاحبه می‌گوید که درون‌مایه اصلی مجموعه پیروزی نهایی خیر بر شر  است. او معتقد است با اینکه همیشه در زندگی واقعی چنین اتفاقی نمی‌افتد، ولی باید رخ بدهد. یک درون‌مایه برجسته دیگر به خصوص در نبرد اسکاندیا  تقدم روابط شخصی بر وفاداری به کشور یا تکلیف است. این درون‌مایه جایی خودش را نشان می‌هد که دوستی ایراک به اوانلین و ویل کمک می‌کند فرار کنند که در نهایت منجر به اتحاد اسکاندیا و آرالوئن و عقب راندن تموجای می‌شود. درون‌مایه‌های دیگر شجاعت و وفاداری هستند و این‌که اگر کسی تمام تلاش خود را بکند، از پس هر کاری برمی‌آید. یک مرورنویس خاطرنشان می‌کند که «درون‌مایه‌های وفاداری، شجاعت، تاب‌آوری و دوستی به خوانندگان جوان کمک می‌کند تا به‌تنهایی راهشان را در دریای خطرناک زندگی پیدا کنند.»

## اردوی جنگاوران جوان
در سال ۲۰۱۰، BookPeople که اردوگاه دورگه‌های پرسی جکسون و خدایان المپ را هم برگزار کرده، یک برنامه‌ی تفریحی پنج روزه‌ی تمرین کارآموزان رنجر بر اساس مجموعه‌ی جنگاوران جوان طراحی کرد. ۷۵ کودک ۱۲-۹ ساله از بین ۱۳۰۰ متقاضی انتخاب شدند. نامه‌ای از طرف ویل، که فلنگن آن را نوشته بود، به دست بچه‌ها رسید که در آن خبر داده بود قرار است بچه‌ها در این اردوگاه «تمام مهارت‌هایی که من از هالت در جنگل‌های اطراف قلعه ردمونت یاد گرفتم» را یاد بگیرند، از جمله تیراندازی با کمان، ردیابی و هنر استتار و جابجایی مخفیانه.  ۷۵  شرکت‌کننده به ۱۲ گروه تقسیم شده و مهارت‌ها را یاد گرفتند. در پایان، هر کودک یک تی‌شرت، یک سنجاق سینه‌ی برگ بلوط نقره‌ای و یک نشانگر کتاب طلایی شاگرد رنجر دریافت کرد. به جز اردوگاه دورگه‌ها، این تنها اردوی ادبی است که بلیط‌هایش کامل به فروش رفته است و فهرست انتظار دارد.

## واکنش مخاطبان
شاگرد رنجر نظر مثبت مخاطبان زیادی را به خود جلب کرده است. یکی از نکته‌های که افراد زیادی آن را تحسین کرده‌اند، جزئیات زنده‌ی صحنه‌های نبرد است. یک مرورنویس همچنین فضاسازی کتاب را تحسین کرده و گفته: «فضاسازی زنده و جزئیات ذکر شده، عناصر قرون وسطایی کتاب را باورپذیر می‌کند.»
مرورنویس دیگری درباره‌ی  ویرانه‌های گورلان  می‌گوید: «پر از جزئیات دقیق و لحظه‌های پرهیجان است» و باز هم توجه به جزئیات را تحسین می‌کند.
نکته‌ی دیگری که بسیار موردتوجه قرار گرفته، این است که ویل به عنوان قهرمان اصلی داستان از دیگران درخواست کمک می‌کند. یک مرورنویس برای  سرزمین یخ‌زده  با اشاره به همین موضوع می‌گوید:‌ «]ویل[بااستعداد و باهوش است، ولی اشتباهاتی هم می‌کند و گاهی به کمک اطرافیانش نیاز دارد. همین باعث می‌شود که او به یک قهرمان باورپذیر و جذاب تبدیل شود.»
یک منتقد ادبی از بوک‌لیست  اشاره می‌کند که با این‌که زاویه دید در کتاب پل سوزان مدام تغییر می‌کند، گیج‌کننده نیست و همچنین می‌گوید: «دنیای زنده‌ی ویل خواننده‌های فانتزی را جلب می‌کند که به‌خاطر وسوسه‌ی هیجانِ داستان جذب او می‌شوند‌ و به‌خاطر قهرمان‌های باورپذیر و خودمانی‌اش همراه او می‌مانند.»
در مرور دیگری که اسکول لایبرری ژورنال درباره‌ی نبرد اسکاندیا منتشر کرده، منتقد این کتاب را به‌خاطر میزان بالای تنش تحسین کرده و آن را به افرادی که از اکشن و هیجان لذت می‌برند، پیشنهاد می‌کند.
با‌این‌حال، تمام نقدها هم کاملاً مثبت نیست. یک منتقد معتقد است که وارگال‌ها زیادی شبیه اورگال‌های مجموعه‌ی میراث اثر کریستوفر پائولینی هستند. این منتقد همچنین معتقد است که داستان خیلی بدیع نیست و می‌گوید:‌ «از همان نقطه‌ی اول، داستانی تکراری بود که قبلاً شنیده بودم.» و در انتهای مروری که نوشته است، اضافه می‌کند:‌ «این کتاب‌ها افتضاح نیستند، ولی چیز جدیدی هم به حساب نمی‌آیند.»
در مرور دیگری برای ویرانه‌های گورلان، منتقد می‌گوید:‌ «روند داستان تعادل بین رشد دادن شخصیت‌ها و اکشن را به خوبی حفظ می‌کند و رقابت بین ویل و هوراس کاملاً راضی‌کننده تصویر شده است.» او همچنین لحن نویسنده را به‌خاطر این‌که جزئیات را ذکر می‌کند ولی زیادی خشک یا کند نیست، می‌ستاید.

## اقتباس سینمایی
تا تاریخ ۷ ژانویه ۲۰۰۸، کمپانی برادران وارنر Warner Bros. Pictures حقوق ساخت فیلم ویرانه‌های گورلان را گرفته و در حال مذاکره با پاول هگیز فیلم‌ساز برنده‌ی جایزه‌ی اسکار بود تا فیلم را کارگردانی کند. فلنگن بعد از شنیدن این خبر گفت: «واقعاً شگفت‌انگیز است که می‌بینم شاگرد رنجر قرار است در یک مسیر هیجان‌انگیز دیگر هم حرکت کند. وقتی به این فکر می‌کنم که چطور تمام این مجموعه از ۲۰ داستان کوتاه که برای پسرم مایکل نوشته بودم شروع شد، حتی فکر کردن به احتمال تبدیل این مجموعه به فیلم‌هایی که میلیون‌ها نفر در سراسر دنیا تماشا می‌کنند، برایم مشکل است.» 
در یک پرسش و پاسخ در فیسبوک در سال ۲۰۱۴، فلنگن اعلام کرد که بودجه‌ی فیلم فراهم شده و آزمون‌های انتخاب بازیگران در تابستان ۲۰۱۵ در انگلیس یا ایرلند برگزار خواهند شد. در مارس ۲۰۱۶ اعلام شد که تولید فیلم در همان سال آغاز خواهد شد. فیلم کارنیوال تصمیم گرفته بود بودجه‌ای ۵۰۰ میلیون دلاری به شرکت اختصاص دهد، ولی بعد کنار کشید و پروژه متوقف شد.
در اکتبر ۲۰۱۹ اعلام شد که Dick Cook Studios (DCS)، یک کمپانی مستقل تولید فیلم که دیک کوک رئیس سابق والت دیزنی استودیوز اداره می‌کند، ۲۰۴۷۳۰۲۰ دلار از دولت استرالیا دریافت کرده تا دو فیلم فانتزی در این کشور بسازد که اولین فیلم، شاگرد رنجر است. تولید این فیلم قرار بود در جولای ۲۰۲۰ آغاز شود.
فلنگن بعدها گفت که تهیه‌کننده‌ها تصمیم داشتند به جای فیلم سینمایی یک سریال بسازند و تولید آن به دلیل همه‌گیری کووید-۱۹ به تاخیر افتاده است.

## جوایز
مجموعه‌ی شاگرد رنجر برنده‌ی جوایز بسیاری شده است. این مجموعه یکی از برندگان افتخاری  Koala Winners  در سال ۲۰۰۹ بود. کتاب هفتم، آزادی ایراک،  کتاب سال برای بچه‌های بزرگتر  معرفی شد و  جایزه‌ی بین‌المللی موفقیت  را به دست آورد. کتاب‌های اول و چهارم برنده‌ی Aurealis Awards شدند و کتاب سوم مورد ستایش فراوان قرار گرفت.  کتاب‌های اول، دوم و پنجم هرکدام برنده‌ی   Children's Book Council of Australia Notable Book  شدند. کتاب اول در سال‌های ۲۰۰۷-۲۰۰۶ یکی از نامزدهای اولیه‌ی  Ottakar's Book Prize  و در سال ۲۰۰۸ نامزد  Grand Canyon Reader Award شد.

## دنباله
به دنبال این سری مجموعه کتاب Brotherband در تاریخ ۱ نوامبر ۲۰۱۱ منتشر شد، سیر داستان در همان دنیای خیالی سری کتاب قبلی با شخصیت‌های متفاوت است. این بار داستان نه در کشور ارالوئن بلکه در کشور همسایه‌اش اسکاندیا می‌گذرد.